# 로쿠도의 악녀들
《로쿠도의 악녀들》(일본어: 六道の悪女たち 로쿠도노 온나타치[*])는 유지 나카무라가 쓰고 그린 일본 만화 시리즈이다. 이 만화는 2016년 6월부터 2021년 4월까지 아키타 쇼텐의 주간 소년 챔피언에 연재되었으며, 해당 장은 26권의 단행본 권으로 수집되었다. 사테라이트가 각색한 애니메이션 TV 시리즈는 2023년 4월부터 6월까지 방영되었다.

## 구성
불량배들이 많이 다니는 아모리 고등학교 1학년인 로쿠도 토우스케는 친구들과 함께 평화로운 삶을 살고 싶어한다. 그러나 불량 동급생들에게 끊임없이 괴롭힘을 당하기 때문에 이는 불가능해 보인다. 로쿠도와 친구들이 절망에 빠졌을 때, 로쿠도는 오래전에 돌아가신 할아버지로부터 신비한 소포를 받는다. 그 안에는 승려의 제복과 일본 헤이안 시대부터 그의 가문에 전해 내려오는 신비한 두루마리가 놓여 있는데, 이 두루마리에는 악마와 악령을 쫓는 기술이 담겨 있다고 한다. 자신을 괴롭히는 고 문자들과 싸우기 위해 그는 두루마리의 힘을 활성화하는 의식을 거친다. 두루마리는 처음에는 학교의 비행 인구에 아무런 영향을 미치지 않는 것처럼 보였지만, 로쿠도우를 괴롭히는 불량배를 비행 소녀에 의해 저지되자 로쿠도의 친구들은 이 기술의 힘이 악령과 괴물을 물리치는 것이 아니라 오히려 사용자를 나쁜 사람들에게 인기 있게 만든다는 것을 깨닫게 된다. 새로 발견한 능력의 잠재력을 깨달은 로쿠도는 더 강해지고 자신의 힘을 사용하여 평화로운 학교 생활이라는 꿈을 이루겠다고 맹세하고, 도중에 불량 여학생들의 하렘을 무의식적으로 획득한다.